# War Games
War Games – trzeci studyjny album niemieckiego zespołu heavymetalowego, Grave Digger. Wydany przez Noise Records w 1986 roku.

## Lista utworów
1. Keep On Rockin' – 3:19
2. Heaven Can Wait – 3:34
3. Fire in Your Eyes – 3:44
4. Let Your Heads Roll – 4:06
5. Love Is Breaking My Heart – 4:06
6. Paradise – 4:14
7. (Enola Gay) Drop The Bomb – 3:25
8. Fallout – 4:54
9. Playin' Fools – 3:57
10. The End – 2:31

## Twórcy
- Chris Boltendahl – śpiew
- Peter Masson – gitara
- C.F. Frank – gitara basowa
- Albert Eckhardt – perkusja